# فیلیپ تیبوف
فیلیپ تیبوف (فرانسوی: Philippe Tibeuf‎؛ زادهٔ ۱۲ ژوئن ۱۹۶۲) بازیکن فوتبال اهل فرانسه بود که در پست مهاجم بازی می‌کرد.
از باشگاه‌هایی که در آن بازی کرده‌است می‌توان به باشگاه فوتبال سن-اتین، باشگاه فوتبال گنگام و باشگاه فوتبال موناکو اشاره کرد.
وی همچنین در تیم ملی فوتبال فرانسه بازی کرده‌است.